# 오타비오 파르네세

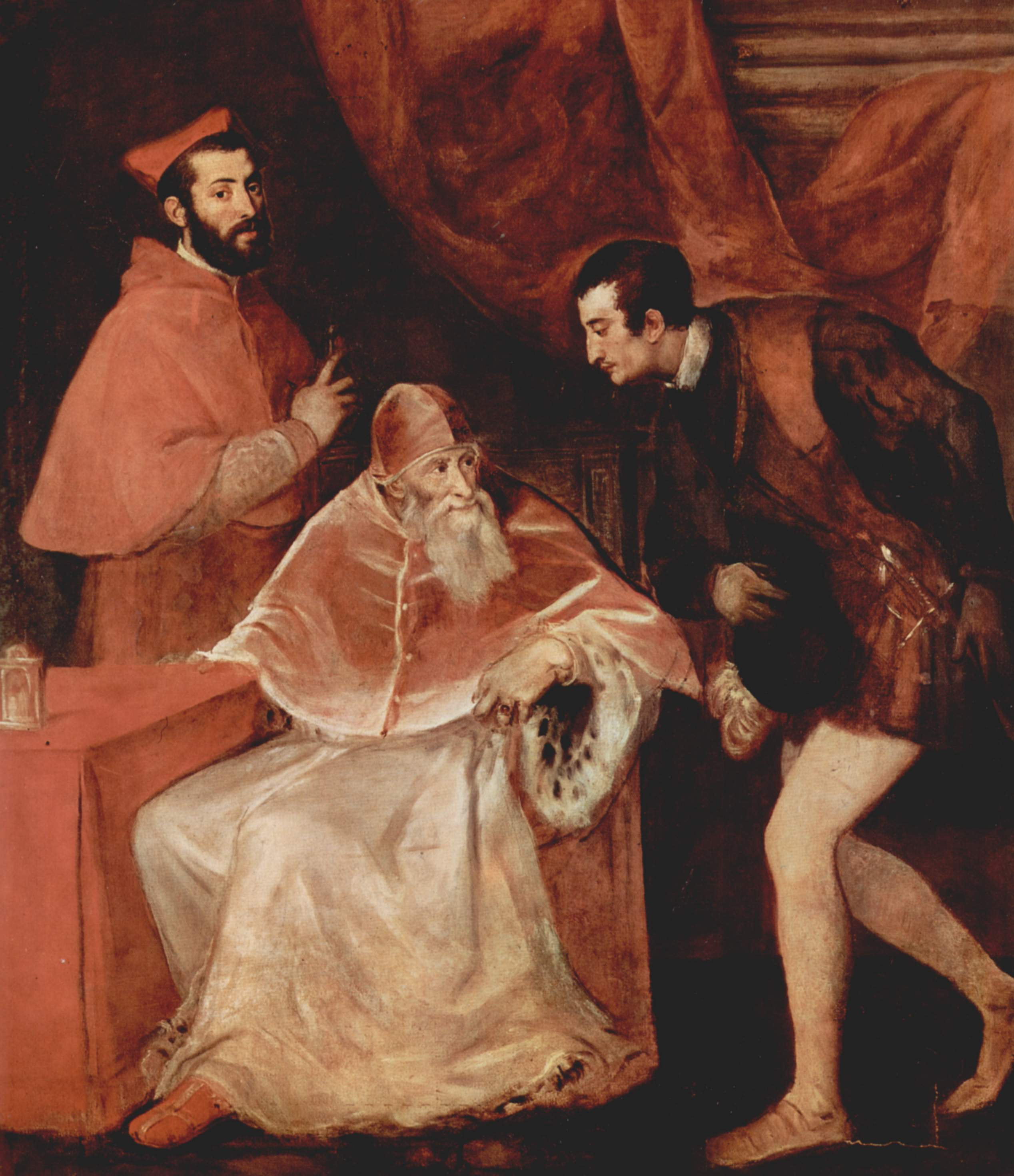
교황 바오로 3세와 두 손자 알레산드로(왼쪽)와 오타비오, 티치아노 베첼리.

오타비오 파르네세(이탈리아어: Ottavio Farnese, 1524년 10월 9일 - 1586년 9월 18일)는 1556년부터 1586년까지 파르마와 피아첸차의 공작이었으며, 1545년부터 그가 죽은 1547년까지 카스트로 공작이었다.

## 일대기
오타비오 파르네세는 발렌타노 출신으로, 파르마와 피아첸차의 공작 피에르 루이지의 둘째 아들이자 교황 바오로 3세의 손자이며, 라누치오 파르네세 추기경의 형이고, 알레산드로 파르네세 추기경의 동생이다.
오타비오는 1538년 11월 4일에 신성 로마 제국의 카를 5세의 사생아 파르마의 마르가레테와 결혼하였다. 오타비오는 15살이 되었을 때, 마르가레테는 남편인 알레산드로 데 메디치가 열여섯 살의 나이로 죽음에 따라 과부가 되었다. 처음에 마르가레테는 어린 새 남편을 싫어했지만, 1541년 알제 원정에서 상처를 입은 채 돌아왔을 때 그를 싫어했던 마음은 애정으로 바뀌었다.

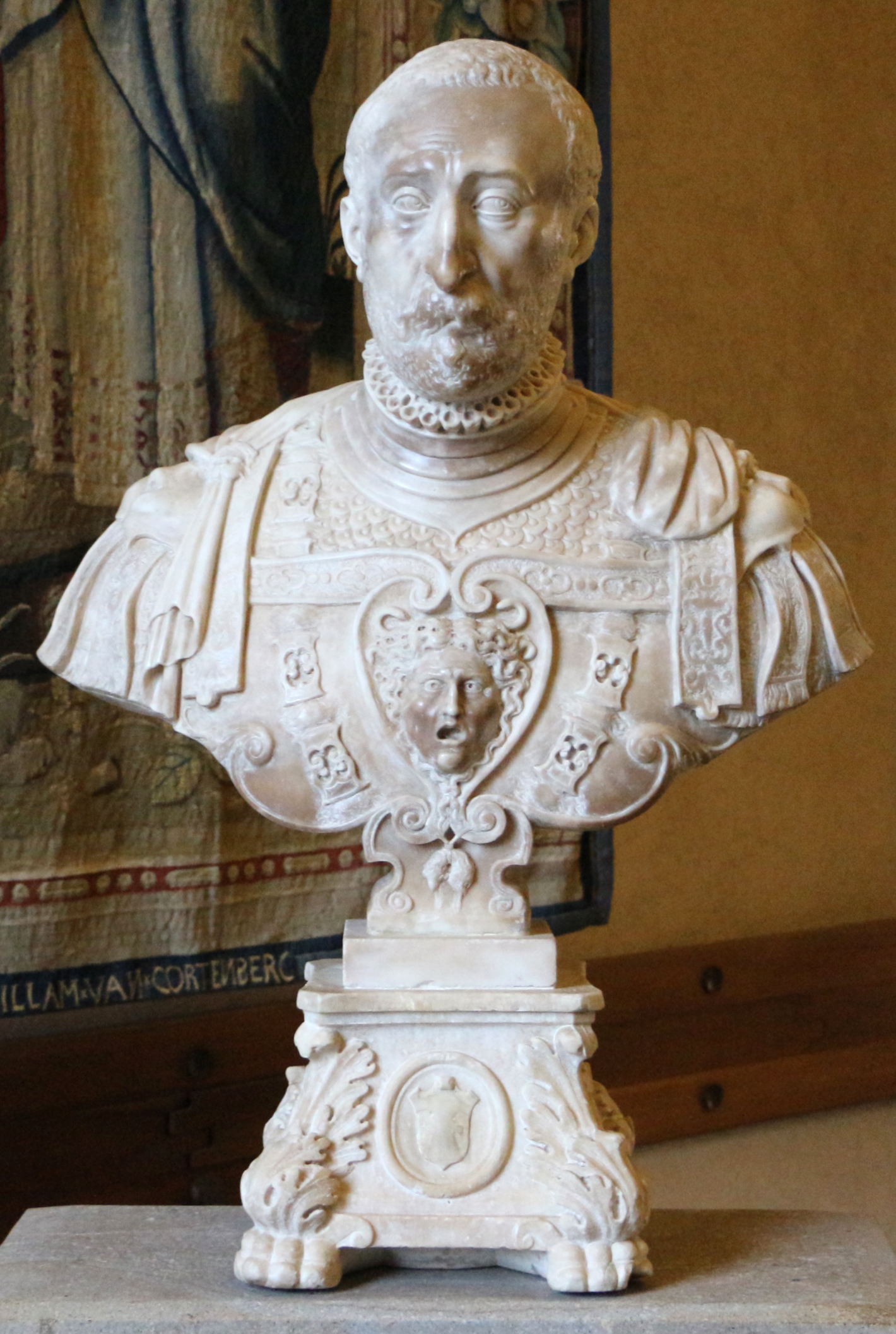
오타비오 파르네세의 흉상, 스포르체스코 성.

오타비오는 1540년 카메리노의 통치자가 되었으나, 그의 아버지가 1545년에 파르마의 군주가 되면서 카메리노에서의 봉토를 단념하게 되었다. 1547년, 파르마 귀족들의 손에 의해 피에르 루이지 파르네세가 살해당하자, 신성 로마 제국의 군대가 피아첸차를 점령하였다. 파르마를 탈환하기를 원했던 바오로 3세 교황은 파르마에 대한 상속권을 주장했던 오타비오의 요구를 유보해둔 채, 그를 교황특사로 임명하여 신성 로마 제국의 황제에게 카메리노를 넘겨주는 조건으로 (파르네세 일족이 아닌 교회를 위해서) 피아첸차를 돌려 달라고 요청하였다.
오타비오는 파르마를 무력을 통해서라도 얻고자 기도했으나 실패로 끝나자, 페란테 곤차가와 교섭을 시작하였다. 오타비오가 모반을 일으킴에 따라 교황의 수명이 앞당겨져 결국 1549년 11월 10일에 선종하게 하였던 것으로 보인다. 뒤이은 사도좌 공석 기간에 오타비오는 한 번 더 파르마를 손에 넣어 통치자로 군림하려고 애썼지만, 별다른 성과 없이 실패하고 만다. 하지만, 조반니 마리아 초키가 교황으로 선출되어 율리오 3세가 되자 오타비오는 1551년에 공작령을 하사받았다.
하지만, 카를 5세와 오타비오의 반목은 아직 끝나지 않았다. 페란테가 피아첸차 반환을 거부했을뿐더러, 오히려 파르마를 점령하겠다고 엄포를 놓았기 때문이다. 그러자 오타비오는 프랑스의 힘을 빌려 페란테를 피아첸차에서 몰아내었다. 트리엔트 공의회의 개회 문제 때문에 카를 5세와 좋은 관계를 맺고 싶었던 율리오 3세는 교황의 권한으로 오타비오에게 파르마를 포기하라는 명령을 내렸다. 오타비오가 이를 거부하자 교황은 곧바로 그에게 책망과 훈계를 내리며 로마에서 그가 소유하고 있는 봉토를 빼앗아 버렸다. 동시에 카를 5세도 롬바르디아에서 똑같은 행동을 취하였다. 이에 파르마를 보호한다는 목적으로 프랑스군이 출정하면서 전쟁이 일어나자, 페란테는 즉시 도시를 포위하였다. 그러나 장인과 화해를 함에 따라 오타비오는 피아첸차를 비롯한 많은 봉토에 대한 주권을 회복하였다. 이후 남은 생애 동안 그는 집안에서 조용히 지냈는데, 온건함과 슬기로움으로 나라를 통치하자 백성의 칭송을 한몸에 받았다.
1586년 오타비오가 죽자 유일한 적자인 알레산드로가 그 뒤를 이어받았다. 또한, 그는 율란다 파르네세와 에르실리아 파르네세라는 두 명의 딸도 있었다. 율란다는 토르콰토 콘티(1520-1575)와 결혼하였으며, 에르실리아는 성 카를로 보로메오의 사촌인 레나토 보로메오(1555-1608)와 결혼하였다.